# Spechtsberg (Lohmar)
Spechtsberg ist ein Weiler in Lohmar im Rhein-Sieg-Kreis in Nordrhein-Westfalen.

## Geographie
Spechtsberg liegt im Nordwesten von Lohmar. Umliegende Ortschaften und Weiler sind Scheid im Norden, Wahlscheid im Nordosten, Osten und Südosten, Schiffarth und Oberscheid im Süden, Neuenhof im Westen sowie Dachskuhl und Schiefelbusch im Nordwesten.

## Gewässer
Ein namenloser Bach fließt orographisch rechts der Agger kurz hinter dem sogenannten Aggerbogen zu. Östlich aus dem Berghang Spechtsbergs entspringen weitere, sehr kleine Quellen, die in die Agger münden.

## Verkehr

### Verkehrsanbindung
Spechtsberg liegt an der L 84.

### Bahnverkehr
Nächstgelegener Bahnhof ist der Bahnhof Lohmar-Honrath bei Jexmühle.

### Busverkehr
- Linie 546: Lohmar – Donrath – Scheiderhöhe – Dahlhaus – Neuhonrath – Wahlscheid – Lohmar
- Linie 558: Siegburg – Lohmar – Donrath – Scheiderhöhe – Durbusch – Wahlscheid
- Das Anruf-Sammeltaxi ergänzt den Busverkehr im ÖPNV.[3]

Spechtsberg gehört zum Tarifgebiet des Verkehrsverbund Rhein-Sieg (VRS).